# Pezuela de las Torres
Pezuela de las Torres è un comune spagnolo di 536 abitanti situato nella comunità autonoma di Madrid.